# Microstylum pedunculata
Microstylum pedunculata là một loài ruồi trong họ Asilidae. Microstylum pedunculata được Bezzi miêu tả năm 1908. Loài này phân bố ở vùng nhiệt đới châu Phi.